# Éparchie Notre-Dame-de-la-Délivrance de Newark des Syriaques
L'éparchie Notre-Dame-de-la-Délivrance de Newark des Syriaques est une juridiction de l'Église catholique destinée aux fidèles de l'Église catholique syriaque, Église orientale en communion avec Rome, aux États-Unis. 

## Histoire
Jusqu'en 1995, les fidèles de l'Église catholique syriaque en Amérique du Nord étaient placés sous la responsabilités des évêques diocésains de rite latin.
Le 6 novembre 1995, le pape Jean-Paul II érige à leur intention une éparchie, c'est-à-dire un diocèse, couvrant le territoire des États-Unis et du Canada sous le vocable de Notre-Dame-de-la-Délivrance. L'éparchie est basée à Bayonne dans le New Jersey et la cathédrale Saint-Thomas, où siège l'éparque, se trouve à Farmington Hills également dans le Michigan. 
Le 20 janvier 2009, le premier éparque de Notre-Dame-de-la-Délivrance, Joseph Younan est élu primat de l'Église catholique syriaque avec le titre de patriarche d'Antioche et de tout l'Orient. 
En 2007, l'éparchie compte environ 13 800 fidèles répartis dans 9 paroisses dont le service est assuré par 6 prêtres. 
Le 7 janvier 2016, le pape François érige un exarchat apostolique pour les syro-catholiques du Canada, la juridiction de l'éparchie de Newark étant alors ramenée au seul territoire des États-Unis.

## Liste des éparques
- 6 novembre 1995-20 janvier 2009 : Joseph Younan, élu patriarche d'Antioche et de tout l'Orient
- 20 janvier 2009-12 avril 2010 : siège vacant
- depuis le 12 avril 2010 : Yousif Benham Habash

### Sources
- Fiche de l'éparchie sur le site www.catholic-hierarchy.org